# Platyonitis smeenkorum
Platyonitis smeenkorum är en skalbaggsart som beskrevs av Jan Krikken 1974. Platyonitis smeenkorum ingår i släktet Platyonitis och familjen bladhorningar. Inga underarter finns listade i Catalogue of Life.